# Ananteris
Ananteris – rodzaj skorpionów z rodziny Buthidae zawiera 64 gatunki

## Zasięg występowania
Ameryka Południowa

## Gatunki[1][2]
| A. arcadioi (Botero-Trujillo, 2008)                               | A. ashmolei (Lourenço, 1981)                         |
| A. asuncionensis (González-Sponga, 2006)                          | A. balzanii (Thorell, 1891)                          |
| A. barinensis (González-Sponga, 2006)                             | A. bernabei (Giupponi, Vasconcelos & Lourenço, 2009) |
| A. bianchinii (Lourenço, Aguiar-Neto & Limeira-de-Oliveira, 2009) | A. cachimboensis (Lourenço, Motta & da Silva, 2006)  |
| A. capayaensis (González-Sponga, 2006)                            | A. caracensis (González-Sponga, 2006)                |
| A. catuaroi (González-Sponga, 2006)                               | A. caucaguitensis (González-Sponga, 2006)            |
| A. chagasi (Giupponi, Vasconcelos & Lourenço, 2009)               | A. charlescorfieldi (Lourenço, 2001)                 |
| A. chirimakei (González-Sponga, 2006)                             | A. claviformis (González-Sponga, 2006)               |
| A. coinaui (Lourenço, 1982)                                       | A. columbiana (Lourenço, 1991)                       |
| A. cryptozoicus (Lourenço, 2005)                                  | A. cumbensis (González-Sponga, 2006)                 |
| A. curariensis (González-Sponga, 2006)                            | A. cussinii (Borelli, 1910)                          |
| A. dekeyseri (Lourenço, 1982)                                     | A. deniseae (Lourenço, 1997v                         |
| A. diegorojasi (Rojas-Runjaic, 2005)                              | A. dorae (Botero-Trujillo, 2008)                     |
| A. ehrlichi (Lourenço, 1994)                                      | A. elguapoi (González-Sponga, 2006)                  |
| A. elisabethae (Lourenço, 2003)                                   | A. evellynae (Lourenço, 2004)                        |
| A. faguasi (Botero-Trujillo, 2009)                                | A. feae (Borelli, 1911)                              |
| A. festae (Borelli, 1899)                                         | A. franckei (Lourenço, 1982)                         |
| A. gorgonae (Lourenço & Flórez, 1989)                             | A. guiripaensis (González-Sponga, 2006)              |
| A. guyanensis (Lourenço & Monod, 1999)                            | A. inoae (González-Sponga, 2006)                     |
| A. kuryi (Giupponi, Vasconcelos & Lourenço, 2009)                 | A. leilae (Lourenço, 1999)                           |
| A. luciae (Lourenço, 1984)                                        | A. madeirensis (Lourenço & Duhem, 2010)              |
| A. maniapurensis (González-Sponga, 2006)                          | A. maranhensis (Lourenço, 1987)                      |
| A. mariaelenae (Lourenço, 1999)                                   | A. mariaterezae (Lourenço, 1987)                     |
| A. mauryi (Lourenço, 1982)                                        | A. meridana (González-Sponga, 2006)                  |
| A. minor (Lourenço, 2003)                                         | A. myriamae (Botero-Trujillo, 2007)                  |
| A. nairae (Lourenço, 2004)                                        | A. norae (González-Sponga, 2006)                     |
| A. ochoai (Botero-Trujillo & Florez D, 2011)                      | A. palmari (Botero-Trujillo & Noriega, 2011)         |
| A. paoensis (González-Sponga, 2006)                               | A. paracotoensis (González-Sponga, 2006)             |
| A. plataensis (González-Sponga, 2006)                             | A. platnicki (Lourenço, 1993)                        |
| A. principalis (González-Sponga, 2006)                            | A. pydanieli (Lourenço, 1982)                        |
| A. riocaurensis (González-Sponga, 2006)                           | A. riochicoi (González-Sponga, 2006)                 |
| A. riomachensis (Rojas-Runjaic, Portillo-Quintero & Borges, 2008) | A. roraima (Lourenço & Duhem, 2010)                  |
| A. sabineae (Lourenço, 2001)                                      | A. sanchezi (González-Sponga, 2006)                  |
| A. sepulvedai (González-Sponga, 2006)                             | A. singularis (González-Sponga, 2006)                |
| A. solimariae (Botero-Trujillo & Florez D, 2011)                  | A. terueli (Kovarík, 2006)                           |
| A. tolimana (Teruel & Garcia, 2007)                               | A. turumbanensis (Gonzáles-Sponga, 1990)             |
| A. venezuelensis (Gonzáles-Sponga, 1972)                          | A. volschenki (Botero-Trujillo, 2009)                |
| A. zuliana (González-Sponga, 2006)                                |                                                      |